# Lastaurus alticola
Lastaurus alticola là một loài ruồi trong họ Asilidae. Lastaurus alticola được Carrera & Machado-Allison miêu tả năm 1968. Loài này phân bố ở vùng Tân nhiệt đới.